# Ratevani
Ratevani (en georgiano: რატევანი) es un pueblo de Georgia ubicado en el sur de la región de Baja Iberia, siendo parte del municipio de Bolnisi. 

## Geografía
Ratevani se encuentra a orillas del río Mashavera, a 2 km de Bolnisi.

## Demografía
Según el censo de 2014, los georgianos constituían el 97% de la población, los armenios el 1,5% y los griegos, el 0,7%.

## Infraestructura

### Transporte
El pueblo está asentado principalmente en el lado derecho de la carretera Bolnisi-Kazreti.